# Rubirizi (vattendrag i Burundi, Muramvya)
Rubirizi är ett vattendrag i Burundi.   Det ligger i provinsen Muramvya, i den centrala delen av landet, 40 kilometer nordost om huvudstaden Bujumbura.
Omgivningarna runt Rubirizi är en mosaik av jordbruksmark och naturlig växtlighet. Runt Rubirizi är det tätbefolkat, med 369 invånare per kvadratkilometer.